# Rolling Hills (Wyoming)
Rolling Hills é uma cidade  localizada no estado norte-americano de Wyoming, no Condado de Converse.

## Demografia
Segundo o censo norte-americano de 2000, a sua população era de 449 habitantes.
Em 2006, foi estimada uma população de 501, um aumento de 52 (11.6%).

## Geografia
De acordo com o United States Census Bureau tem uma área de
1,8 km², dos quais 1,8 km² cobertos por terra e 0,0 km² cobertos por água.

## Localidades na vizinhança
O diagrama seguinte representa as localidades num raio de 44 km ao redor de Rolling Hills.